# Wołodymyr Popelnycki
Wołodymyr Josypowycz Popelnycki, ukr. Володимир Йосипович Попельницький, ros. Владимир Иосифович Попельницкий, Władimir Iosifowicz Popielnicki (ur. 26 stycznia 1943 w stanie Rio Grande do Sul, Brazylia) – ukraiński piłkarz, grający na pozycji pomocnika lub obrońcy, sędzia piłkarski.

## Kariera piłkarska
Podstaw piłki nożnej nauczył się w Brazylii. W 1957 przeniósł się razem z rodzicami i czworga braciami do Ukrainy.  W 1961 rozpoczął karierę piłkarską w drużynie Spartak Równe. W następnym roku został zaproszony do Kołhospnyka Równe, który w 1967 roku zmienił nazwę na Horyń. W 1969 przez urazy był zmuszony zakończyć karierę piłkarza mając tylko 27 lat.

## Kariera sędziowska
Po zakończeniu kariery piłkarza krótko trenował, a na początku lat 70. XX wieku rozpoczął karierę arbitra. Najpierw sędziował mecze turniejów dla dzieci i młodzieży, a potem mecze klubów zawodowych, osiągając poziom ogólnokrajowy. Sędzia kategorii republikańskiej.